# Leptogaster helvola
Leptogaster helvola är en tvåvingeart som beskrevs av Friedrich Hermann Loew 1871. Leptogaster helvola ingår i släktet Leptogaster och familjen rovflugor. Inga underarter finns listade i Catalogue of Life.